# 羅斯巴德縣
羅斯巴德縣是美國蒙大拿州東南部的一個縣。面積13,020平方公里。根据2010年人口普查，共有人口9,233人。本縣縣治為福賽斯，而位於福賽斯內的縣法院則於1986年4月17日獲登陸國家史蹟名錄。
本縣成立於1901年2月11日，縣名來自羅斯巴德河，而該河名稱貽來自河岸茂盛的薔薇。

## 地理

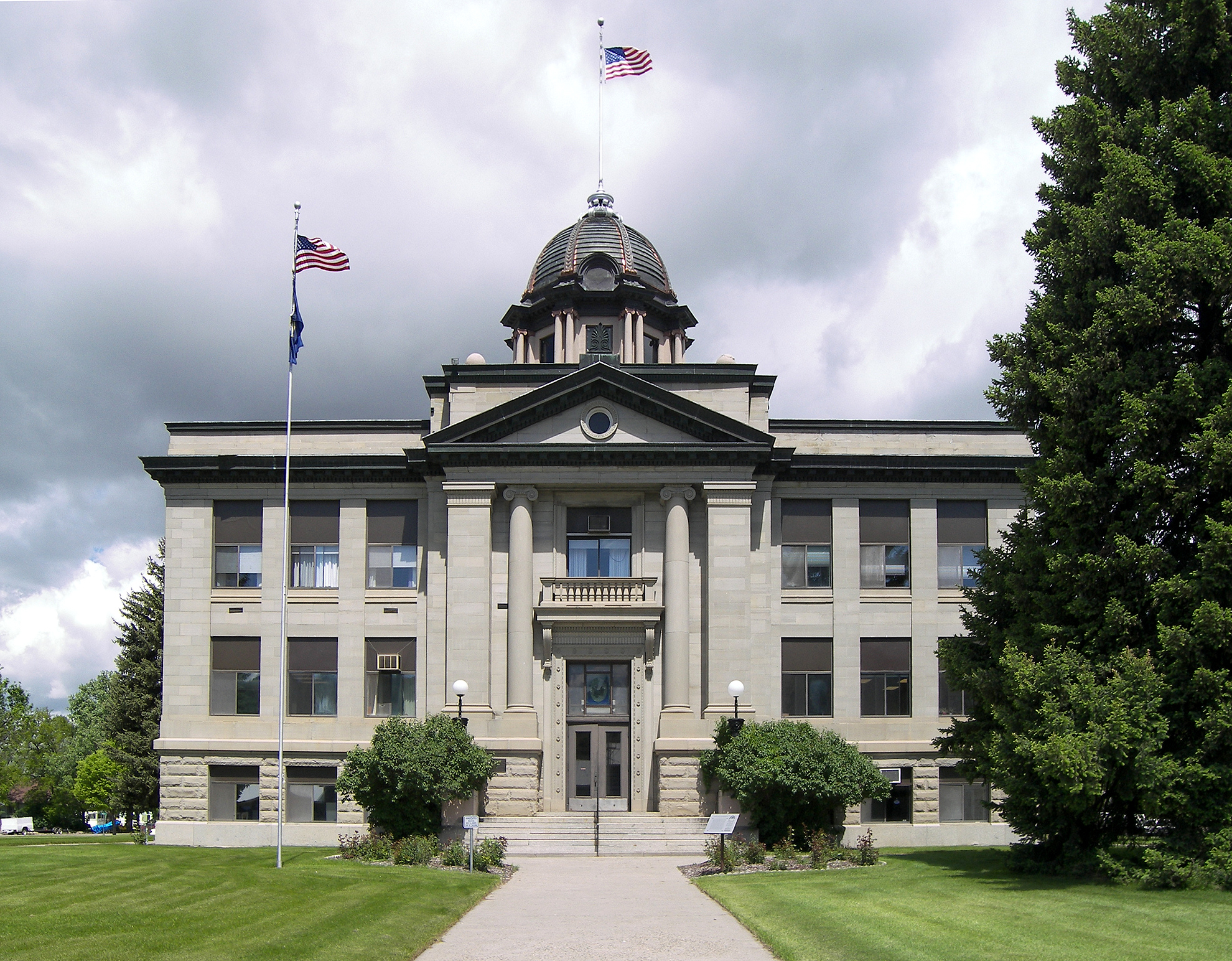
位於縣治福賽斯內的羅斯布德縣法院

根據2000年人口普查，該縣的總面積為5,027平方英里（13,020平方），其中有5,012平方英里（12,980平方），即99.71%為陸地；15平方英里（39平方），即0.29%為水域。本縣既是蒙大拿州面積第五大的縣份，亦是美國面積第62大的縣份。

### 毗鄰縣
- 加菲爾德縣：東方
- 卡斯特縣：東方
- 保德河縣：東南方
- 比格霍恩縣：南方
- 特雷熱縣：西方
- 黃石縣：西方
- 馬瑟爾謝爾縣：西方
- 石油縣：西北方

### 國家保護區
- 卡斯特國家森林公園（部分）

## 人口
| 调查年            | 人口   | 备注 | %±     |
| ----------------- | ------ | ---- | ------ |
| 1910              | 7,985  |      | —      |
| 1920              | 8,002  |      | 0.2%   |
| 1930              | 7,347  |      | −8.2%  |
| 1940              | 6,477  |      | −11.8% |
| 1950              | 6,570  |      | 1.4%   |
| 1960              | 6,187  |      | −5.8%  |
| 1970              | 6,032  |      | −2.5%  |
| 1980              | 9,899  |      | 64.1%  |
| 1990              | 10,505 |      | 6.1%   |
| 2000              | 9,383  |      | −10.7% |
| 2010              | 9,233  |      | −1.6%  |
| [ 7 ] [ 8 ] [ 9 ] |        |      |        |

根據2000年人口普查，該縣擁有9,383居民、3,307住戶和2,417家庭。其人口密度為每平方英里2居民（每平方公里1居民）。本縣擁有3,912間房屋单位，其密度為每平方英里1間（每平方公里0.3間）。而人口是由64.4%白人、0.23%黑人、32.41%土著、0.29%亞洲人、0.65%其他種族和2.01%混血构成。而西班牙裔或拉丁美洲人佔了人口2.33%。在64.4%白人中，有19.8%為德國人、7.2%為愛爾蘭人、7.1%為英國人、以及6.9%為挪威人。87.6%人口的母語為英語、8.3%為夏安語、1.9%為西班牙語以及1%為德語。
在3,307住户中，有38.7%擁有一個或以上的兒童（18歲以下）、56%為夫妻、11.8%為單親家庭、26.9%為非家庭、24.3%為獨居、8.4%住戶有同居長者。平均每戶有2.81人，而平均每個家庭則有3.34人。在9,383居民中，有33.5%為18歲以下、7.2%為18至24歲、25.7%為25至44歲、24.8%為45至64歲以及8.9%為65歲以上。人口的年齡中位數為34歲，女子對男子的性別比為100：100.9。成年人的性別比則為100：99.2。
本县的住戶收入中位數為$35,898，而家庭收入中位數則為$41,631。男性的收入中位數為$38,688 ，而女性的收入中位數則為$20,640，人均收入為$15,032。約17.8%家庭和22.4%人口在貧窮線以下，包括31.8%兒童（18歲以下）及15.1%長者（65歲以上）。